# Michele Campagnaro

a Compétitions nationales et continentales officielles uniquement.

b Matchs officiels uniquement.
Dernière mise à jour le 26 août 2023.
Michele Campagnaro, né le 13 mars 1993 à Mirano (Italie), est un joueur international italien de rugby à XV évoluant au poste de centre (1,84 m pour 99 kg). Il joue en Premiership au sein du club des Harlequins depuis 2019, ainsi qu'en équipe d'Italie depuis 2013.

## Biographie
Il joue dans toutes les catégories d'âge de son club de Mirano[réf. nécessaire] avant d'être appelé sous le maillot national en catégorie junior, portant le maillot de l'équipe d'Italie des moins de 20 ans pendant trois saisons, de 2011 à 2013.
En 2013, pour ses débuts contre le Connacht, il fut désigné homme du match.
Quelques mois plus tard, il fait ses débuts internationaux lors du test-match contre les Fidji le 16 novembre 2013. Il inscrit son premier essai une semaine plus tard, face à l'Argentine. 
Lors de son premier Tournoi des Six Nations, pour son tout premier match, Michele Campagnaro inscrit deux essais au Millennium Stadium de Cardiff. Malgré la défaite, il est élu homme du match.
Cadre de l'équipe d'Italie sous la direction de Conor O'Shea, il en récupère notamment le brassard de capitaine lors d'un match contre le Japon en 2018.
En mars 2019, il est annoncé auprès des Harlequins, qu'il rejoindra après la Coupe du monde 2019.
Il signe en avril 2021 un contrat de deux saisons avec le club de Colomiers rugby.

## Palmarès
- Championnat d'Angleterre de rugby à XV :
  - Vainqueur en 2017
  - Finaliste en 2016
- Vainqueur de la coupe Anglo-galloise en 2018

## Statistiques en équipe nationale
Au 13 mars 2016, Michele Campagnaro compte 22 sélections depuis sa première sélection le 16 novembre 2013 contre les Fidji. Il inscrit 20 points, quatre essais.
Michele Campagnaro participe à trois éditions du Tournoi des Six Nations en 2014, 2015 et 2016.
Michele Campagnaro participe à une édition de la coupe du monde. En 2015, il joue lors de quatre rencontres, face au Canada, l'Irlande et la Roumanie.